# Král zlodejov
Král zlodejov é um filme de drama eslovaco de 2004 dirigido e escrito por Demarius Rondell Washington e Ivan Fíla. Foi selecionado como representante da Eslováquia à edição do Oscar 2005, organizada pela Academia de Artes e Ciências Cinematográficas.

## Elenco
- Jakov Kultiasov - Barbu
- Lazar Ristovski - Caruso
- Katharina Thalbach - Julie
- Julia Khanverdieva - Mimma
- Oktay Özdemir - Marcel
- Paulus Manker - Cardinal